# Boavista Futebol Clube
Pour les articles homonymes, voir Boavista Futebol Clube (Cap-Vert) et Boavista.
Ne pas confondre avec le FC Boavista, club de football du Cap-Vert
Cet article concerne la section masculine de football. Pour la section féminine, voir Boavista FC (féminines). Pour la section futsal, voir Boavista FC (futsal).
Maillots
Actualités
Le Boavista Futebol Clube est un club de football portugais basé à Porto, fondé en 1903. Il évolue actuellement en Terceira Liga, la troisième division du football portugais. 
Surnommé les Panteras (les Panthères), Boavista est devenu le deuxième club de Porto avec plusieurs sections dédiées à différents sports, comme le volleyball, les échecs, la gymnastique, le cyclisme et le futsal (parmi d'autres), la plus connue étant la section football. L'équipe féminine est l'une des plus fortes, ayant gagné de nombreux titres successifs lors des années 1990. 
La marque de fabrique de l'équipe est le maillot à damier blanc et noir. L'Estádio do Bessa, le stade du Boavista, fut construit en 1973 et rénové pour l'Euro 2004.
Fary Faye, ancien international sénégalais a été nommé récemment[Quand ?] président du club. Il est le nouveau président du Boavista au Portugal, après avoir gravi les échelons dans ce club en tant que directeur sportif, directeur du football et vice-président. Il continue de contribuer au développement et à la gestion de ce club.

## Histoire

### Repères historiques
- 1903 : fondation du club par les directeurs anglais et les ouvriers portugais d'une usine de textile sous le nom de Boavista Footballers
- 1905 : acquisition d'un stade
- 1909 : le club est renommé Boavista FC

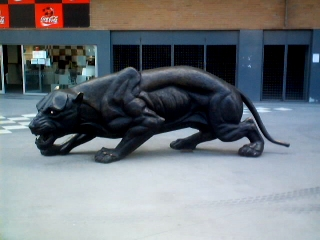

### En championnat du Portugal
Le principal rival de Boavista est le FC Porto. Les matchs entre les deux équipes sont très agressifs, encore plus à l'Estádio do Bessa. Boavista connait aussi une grosse rivalité avec Belenenses et Vitória Guimarães.
En interne, Boavista passa d'une équipe mineure dans les années 1970 à une équipe qui joue régulièrement l'Europe dans les années 1990-2000. La première menace, aux trois gros clubs habituels, pour le titre eu lieu lors de la saison 1975-1976 sous le commandement de José Maria Pedroto, où Boavista finit deuxième, et réédita cette performance en 1998-1999. Finalement, en 2000-2001 Boavista gagna la SuperLiga contre les rivaux du FC Porto, mais n'a pas réussi à garder son titre, finissant deuxième derrière le Sporting en 2002. Boavista a aussi gagné cinq coupes du Portugal (1974-1975, 1975-1976, 1978-1979, 1991-1992 et 1996-1997).
Le club a une réputation, au Portugal et pour beaucoup d'équipes en Europe, de style agressif, jouant avec beaucoup de détermination. Boavista est une équipe très travailleuse, et le principal exemple de cette qualité est le titre national, où l'équipe a eu la meilleure défense du championnat, et l'une des meilleures attaques. Après la demi-finale de Coupe UEFA, l'équipe commença à jouer un football moins attractif, qui dura les deux années suivantes. Cette image commença à changer après que Jaime Pacheco fut remplacé par Carlos Brito lors de la saison 2005-2006, mais plus tard Jaime Pacheco revint pour remplacer Jesualdo Ferreira.
En 2003, la rénovation du Estádio do Bessa XXI pour l'Euro 2004 a provoqué un trou dans les finances du club, ce qui a eu un impact immédiat sur les résultats du club qui doit vendre ses meilleurs éléments. On a assisté en 2008 à une grève des joueurs de l'effectif professionnel qui n'était plus payé depuis plusieurs mois.
À la fin de la saison 2007-2008, le club est relégué en Liga de Honra  après avoir été reconnu coupable de corruption et de « pressions avérées » sur des arbitres en 2004 dans l'affaire dite du « sifflet doré » (« Apito Dourado (en) »). Cette sanction est assortie d’une amende de 180 000 euros. Le FC Porto et l’Uniao Leiria ont également été sanctionnés mais dans de moindres proportions. Le 14 juillet, la condamnation est confirmée mais le club a déposé un référé contre cette décision. 
La saison 2008-2009 est délicate et Boavista descend en II Divisão.
Le 22 février 2013, la justice portugaise donne prescription au club et annule la sanction infligée auparavant.
Le club qui réclame à la justice des dommages et intérêts, pourrait se voir réintégrer en première division, pour la saison 2013-2014. Le 6 avril 2013, la décision de la justice est confirmée par la Ligue qui vote l'intégration de Boavista en première division dès la saison 2014-2015, ainsi que son passage à 18 clubs.
Le 26 juin 2025, Boavista, alors détenu à 66% par Gérard Lopez, sera relégué administrativement au troisième échelon, sous la tutelle de la Fédération Portugaise de Football (FPF), à condition d’y obtenir une licence,. Le club, champion du Portugal en 2001 et présent en première division depuis 2014, connaîtra ainsi sa première saison aussi bas depuis 2013-2014, après avoir déjà été sanctionné par le passé dans l’affaire du Apito Final.

### Parcours européen
En Europe, Boavista était connu comme le club aux maillots étranges, et réussit de grands matchs, battant l'Inter Milan et l'AS Roma au début des années 1990. Le point culminant de leur histoire européenne fut le parcours en Coupe UEFA en 2003, où ils furent battu en demi-finale par le Celtic à l'Estádio do Bessa. Lors de la Coupe UEFA 1981-1982, Boavista élimina l'Atlético de Madrid 5-4. Lors de la Coupe UEFA 1986-1987, Boavista bat le grand favori, la Fiorentina mais perd contre les Rangers dans un match tendu lors du deuxième tour à l'Ibrox Stadium. Durant la Coupe UEFA 1991-1992, Boavista réussit à battre l'Inter Milan 2-1 au premier tour. Lors de la Coupe UEFA 1993-1994, Boavista arriva en quarts de finale après avoir battu le club grec de l'OFI Crète et la Lazio.
Boavista a participé deux fois à la Ligue des champions. Après la première participation en 1999, Boavista surprit l'Europe en 2001 en battant et éliminant le Borussia Dortmund. Durant la phase de poules, le club démarra au mieux avec un match nul 1-1 à Liverpool après avoir mené 0-1 grâce à un but d'Elpidio Silva. Ils atteignirent la première place du groupe après le deuxième match, avec une victoire 3-1 à domicile contre le Dynamo Kiev et grâce au match nul entre Liverpool et Dortmund. Ils abordèrent leur troisième match en tant que leader du groupe, une rencontre à domicile contre le Borussia Dortmund et une fois encore ce fut une victoire 2-1. Lors des matchs retours, ils connurent plus de difficultés et perdirent en Allemagne, puis firent match nul contre Liverpool et perdirent en Ukraine lors du dernier match. Cependant, les belles performances réalisées durant cette phase de poule permirent au club d'atteindre le deuxième tour. Lors de cette deuxième phase ils furent opposés à deux grands clubs européens Manchester United et le Bayern Munich. 
Avec leurs objectifs financiers largement remplis, de nouveaux horizons s'ouvrent pour l'équipe quand elle surprit Nantes à domicile en gagnant 1-0, et en atteignant la tête du groupe après le nul entre Manchester United et Bayern Munich. Lors du deuxième match, Boavista fut écrasé 3-0 par Manchester United à Old Trafford mais ils réussirent le match nul 0-0 à domicile contre le Bayern Munich, en ayant même pu l'emporter en fin de match. Alors qu'il entamait les matchs retours de cette deuxième phase, Boavista était seulement à un point de la deuxième place qualificative, cependant cela changea après la défaite à Munich 1-0, Manchester gagna 5-1 contre Nantes. Après un nul à Nantes, ils furent une fois de plus battus 3-0 par United, cette fois à domicile. Bien qu'ils n'aient pas passé ce tour, ils furent l'équipe portugaise qui fit le meilleur parcours européen cette année. 
Lors de la saison 2002-2003, en Coupe UEFA, Boavista bat le Maccabi Haïfa, le Hertha BSC Berlin et le Paris Saint-Germain lors d'un match très tendu qui faillit être arrêté à cause d'émeutes provoquées par des supporters de Boavista, mais finalement Boavista fut battu par le futur finaliste le Celtic FC à l'Estadio do Bessa en demi-finale. Les grands rivaux du FC Porto remportèrent la compétition.

### eSport
Pour la saison 2018-2019, le Boavista se dote d'une équipe professionnelle de Pro Evolution Soccer, afin de participer à la première édition de l'eFootball.Pro League.

## Palmarès

### Professionnels
- Championnat du Portugal (1)
  - Champion : 2001
  - Vice-Champion : 1976, 1999, 2002
- Coupe du Portugal (5)
  - Vainqueur : 1975, 1976, 1979, 1992, 1997
  - Finaliste : 1993
- Supercoupe du Portugal (3)
  - Vainqueur : 1979, 1992, 1997
  - Finaliste : 2001
- Ligue des champions :
  - Meilleure performance : Éliminé lors de la deuxième phase de groupes en 2001-2002
- Coupe UEFA :
  - Meilleure performance : Demi-finaliste en 2003
- Coupe d'Europe des vainqueurs de coupe :
  - Meilleure performance : Huitième de finaliste en 1993

### Compétitions amicales
- Trophée Ville de Grenade (1)
  - Vainqueur : 1975[10]
- Tournoi Ville de León (1)
  - Vainqueur : 1976[6]
- Coupe Manuel Violas (1)
  - Vainqueur : 2007[11]

### Féminines
- Championnat du Portugal :
  - Vainqueur en 1985, 1986, 1987, 1988, 1989, 1990, 1991, 1992, 1993, 1994, 1995 et 1997
  - Vice-champion en 2008

- Coupe du Portugal :
  - Vainqueur en 2013
  - Finaliste en 2007

### Jeunes
- Championnat du Portugal Junior :
  - Champion en 1995, 1997, 1999 et 2003
- Championnat des "Iniciados" :
  - Champion en 1988, 1991 et 1995
- Championnat des "Infantis" :
  - Champion en 1991 et 1994
- Tournoi de Croix (U19)[12] : 2004

## Hymne de Boavista
Boavista, Boavista,

É do Porto muito amado;

Tem distintivo bairrista

Preto e branco axadrezado.

E no estádio a multidão,

Quando ele entra na pista,

Rompe nesta saudação:

Boavista! … Boavista! …
Luta sempre com vigor,

É brioso e é leal;

No prélio põe todo o ardor

De princípio até final;

No seu vibrar sempre amigo,

No seu porte sem igual,

Ama o estandarte querido,

Prestígio de Portugal!
Vamos em frente

Pela bandeira

Vê-la fulgente

E altaneira,

Ser desportista

Puro Ideal,

P' lo Boavista! …
Arraial, arraial, arraial!
Paroles et musique : Manuel de Almeida